# Polylepis neglecta
Polylepis neglecta là một loài thực vật thuộc họ Rosaceae. Đây là loài đặc hữu của Bolivia. Chúng hiện đang bị đe dọa vì mất môi trường sống.